# Partido Lumumbista Unificado
El Partido Lumumbista Unificado (abreviado PALU) es junto a la Unión por la Democracia y el Progreso Social (UDPS) el principal partido político opositor en la República Democrática del Congo. Su secretario general fue Antoine Gizenga. El partido se creó en 22 de agosto de 1964.
En julio de 2006, el PALU obtuvo 34 escaños en la Asamblea Nacional tras las elecciones legislativas, y su candidato Antoine Gizenga (1925-2019) obtuvo el tercer lugar con un 13,6% de los votos en la primera vuelta de las Elecciones presidenciales.